# Carmen Villoro
Carmen Villoro (México, 24 de octubre de 1958) es escritora, poeta y narradora cuya obra incluye cuentos infantiles, prosas y poesía. Cuenta con una profesión en psicología y psicoanálisis, con su conocimiento ha ayudado a publicar diversos ensayos en libros y revistas especializados en psicoanálisis.

## Infancia y juventud.
Nació el 24 de octubre de 1958,  hija de padres universitarios, cuyas carreras giraban alrededor de la cultura y arte. Su padre profesor universitario y su madre con la carrera de Letras, ejerciendo como encargada del Centro de Teatro Infantil del INBA (Instituto Nacional de Bellas Artes), Carmen tuvo una niñez muy urbanizada, por las actividades que sus padres realizaban en la ciudad, sin embargo se caracterizó por ser una niña curiosa, traviesa y creativa, debido a que creció en un ambiente académico y artístico. 
Carmen contaba con el lugar prefecto que hacia un contraste único con la Ciudad de México, este lugar era Veracruz, donde vivían sus tíos y primos, a este lugar solían ir de vacaciones. Al contrario de la ciudad urbanizada, Veracruz le ofrecía todo un panorama distinto, lleno de naturaleza, donde podía admirar el mar, las marimbas y donde tenía que soportar el calor. En este lugar es donde Carmen toma la presencia del mar (simbólicamente), ya que este era muy ajeno a su vida cotidiana (en la ciudad), este lugar era otro mundo totalmente distinto, por esta razón en la poesía de Carmen se ve una relación de emociones plasmadas acompañadas de paisajes marinos. 
Debido a la profesión ejercida por su madre, Carmen a lo largo de las edades de seis a diez años de edad, estuvo en contacto muy íntimo y directo con la expresión artística, rodeada de talleres de pintura, mímica, teatro, cuentos, donde la lectura era lo más natural en su vida, siempre rodeada de un ambiente intelectual, sin duda estas experiencias marcaron su vida, fomentándole una pasión por la escritura. La madre de Carmen le inculcó desde pequeña el hábito de la lectura, despertando en ella el amor por la literatura y la poesía.

## Educación y comienzo en la literatura.
Cursó sus estudios de preparatoria en el Colegio Madrid, el cual se distinguía por su espíritu humanista y su preocupación por la formación cultural de los estudiantes. En el colegio tuvo buenas maestras de literatura y conoció sus obras de los autores literarios del Boom latinoamericano: Julio Cortázar, Gabriel García Márquez, Jorge Luis Borges, Mario Benedetti y Pablo Neruda. En una época en que la literatura formaba parte del mundo, de la manera de amar, de pensar y de socializar. Mientras cursaba sus estudios de preparatoria con tan solo 17 años, ingreso a su primer taller de poesía con Juan Bañuelos, en el cubículo de la UNAM (Universidad Nacional Autónoma de México).  
Viviendo en una época de los cantautores como Joan Manuel Serrat y musicalizando los poemas de Antonio Machado y Miguel Hernández. Rodeada de libros de Rafael Alberti, García Lorca, Unamuno, León Felipe. La escritura de Carmen Villoro tomo una caracterización basada en contar con situaciones y experiencias que son conmovedoras, ella a partir de una utilización de improvisación, tomaba las pautas para escribir sobre un sentido literario (el arte o la sociedad) así lograba comenzar a desarrollar un poema. 
Estudió psicología en la Universidad Iberoamericana y la especialización en psicoterapia psicoanalítica en la Asociación Psicoanalítica de México. Los principales maestros de Carmen Villoro en la literatura son: el poeta Jaime Sabines, los poetas españoles de la generación del 27, los poetas de una o dos generaciones arriba de ella: José Emilio Pacheco, Eduardo Lizalde, y también los talleristas más cercanos y amigos, como: Vicente Quirarte, Antonio del Toro, Ricardo Yánez. Gracias a ellos se amplió su panorama (conocimiento) en escritores y poetas, y conoció la literatura de los escritores contemporáneos como son: Pellicer, Villaurrutia, Gorostiza y Octavio Paz. En 1984 obtuvo la beca INBA/FONAPAS (Fondo Nacional para Actividades Sociales), en poesía, y en 1989 la de Jóvenes Creadores del FONCA, en poesía. Premio de Ensayo FILIJ (Feria Internacional del Libro Infantil y Juvenil) 1993.

### Comienzos
Desde muy joven Carmen sintió una inquietud por la escritura, tratando de capturar el más mínimo detalle de algo aparentemente insignificante y pequeño, como pueden ser un paisaje, los objetos, una acción nimia, un gesto, dándole así un sentido de valor y un interés especial. En la adolescencia es donde desarrolla esa inquietud por escribir y la vuelve plasmable, reflejando en ella a la ciudad, el amor y la cultura, principalmente tomando notas que luego se convierten en poemas, en cuentos, en reflexiones.
Para la escritura de Carmen Villoro en Todos los sentidos están presentes: el gusto, el tacto, el olfato, la vista, el oído. Para ella la escritura es un trabajo corporal, debido a que es el lenguaje con el que se familiarizo, por la educación que recibió, aparte de escribir también pintar o bailar. Ella le da forma a sus pasiones e ideas y escribe para un lector imaginario y difuso, alguien con quien pueda establecer un contacto íntimo y profundo (mediante los pensamientos y sensaciones de su lector) desde la distancia y el anonimato.

### Auge
Lo que ha caracterizado la escritura de Carmen Villoro, es que siempre ha tratado de realizar en hace un bien a otro ser humano, con el cual pueda conectarse mediante la lectura y pueda así formar un vínculo a través de los sentimientos más hondos de sus lectores. Debido a su tenacidad y esmero ha obtenido las siguientes becas: Beca INBA/FONAPAS (1984); Beca Fondo Nacional para la Cultura y las Artes, en la categoría Jóvenes Creadores (1990) y la Beca Fondo Estatal para la Cultura y las Artes, en la categoría Autores con Trayectoria (1998). 
Para la realización sus obras (textos), Carmen utiliza dos géneros literarios,  el verso y la prosa, con ambos sabe desenvolverse y se siente cómoda. El uso depende sobre todo del tema y del matiz emocional que este utilizando o que intente desarrollar. Cuando escribe en verso, es para la libre utilización del lenguaje, sin tener tanto control, ya que es un proceso más intuitivo y sorpresivo. En la utilización de la prosa, es distinto ya que existe una mayor dirección, necesita ser más racional y la prosa le sirve para incluir recursos, como el sentido del humor o el tono reflexivo al texto. Los escritos más afectivos, los más genuinos y los más personales los ha escrito utilizando el verso (dicho textual mente por Carmen Villoro). Actualmente es miembro del SNCA (Sistema Nacional de Creadores de Arte) de CONACULTA. Dirige la revista de cultura Tragaluz.

## Colaboraciones literarias
Los proyectos de Carmen Villoro y sus colaboraciones son principalmente literarios, pero también ha participado en la elaboración de cápsulas radiofónicas para Radio Universidad de Guadalajara. En el año de 1975 participó en los talleres de poesía de Juan Bañuelos (UNAM); En 1984 trabajo con Vicente Quirarte (INBA); En el mismo año colaboró con Raúl Renán (INBA) y en 1990 volvió a trabajar con Vicente Quirarte (FONCA).También a realizó la selección de poemas para la antología Mujeres que besan y tiemblan, Editorial Planeta en 1999, México, D.F. (Su obra aparece en antologías de Colombia, México, España, Italia, E.U.A., Paraguay y Venezuela). En el año 2002 al 2006 fue directora general de la revista de cultura Tragaluz. 
Realizó una adaptación para teatro del libro Jugo de naranja que se llevó a escena bajo el título de Encuentro de claridades en el Foro Sor Juana Inés de la Cruz del Centro Cultural Universitario de la UNAM, durante los meses de octubre y noviembre de 2008 y de enero, febrero y marzo de 2009 cubriendo una primera temporada; en los meses de julio y agosto se presentó una segunda temporada de Encuentro de claridades en el teatro Benito Juárez bajo el auspicio del Gobierno del Distrito Federal. 
Ha sido colaboradora del suplemento cultural Acento del periódico La Voz de Michoacán y de los periódicos Siglo 21 y Público de Jalisco, de Guadalajara. También elaborado cápsulas radiofónicas para Radio Universidad de Guadalajara, con las cuales se produjo un audiocassette llamado Luz de buró, y también elaboró cápsulas radiofónicas para Radio Mujer, Guadalajara. Fue coordinadora de talleres independientes de poesía y cuento infantil. Ha sido miembro del Consejo Editorial de la revista literaria Paréntesis y también ha elaborado textos para catálogos de diversos artistas plásticos. Actualmente es miembro del Sistema Nacional de Creadores de CONACULTA y también es miembro del Consejo Editorial de la revista literaria Luvina de la Universidad de Guadalajara. Es miembro del Consejo de la Cátedra Hugo Gutiérrez Vega del Centro Universitario del Sur de la Universidad de Guadalajara.

## Premios y reconocimientos
Debido a su carrera literaria ha sido reconocida por su labor como poeta y escritora, por ello ha recibido los siguientes premios: En el año 1993 en México, D.F., recibo la Mención honorífica, por el Cuento infantil FILIJ y Primer Lugar, por el ensayo sobre Literatura Infantil y Juvenil FILIJ.
Los reconocimientos que ha obtenido son: Reconocimiento “Erato-Poemas Amorosos”, otorgado por la Secretaría de Turismo del Gobierno del Estado de Jalisco y la Asociación Femenina de México, A.C., en el marco del Primer Congreso Internacional de la Mujer Hispana, celebrado en diciembre de 1998. “Galardón a la mujer” en su edición n.º XIII en la categoría de Cultura, otorgado por Grupo Promomedios en noviembre de 2010. 

## Obras literarias
Carmen Villoro como escritora y poeta, ha escrito varios libros, sobre poesía, cuentos infantiles y prosas, donde su pauta principal es su característico romanticismo. Sus libros (obras literarias) son los siguientes: 
- Barcos de papel, en el volumen colectivo Por la piel, Ediciones Punto de

- Partida, México D.F., 1986 (poesía)

- Que no se vaya el viento, en la colección El ala del tigre, Dirección de Publicaciones de la UNAM, México, D.F., 1990 (poesía)

- Delfín desde el principio, en la colección Margen de poesía, UAM, México, D.F., 1993 (poesía)

- La media luna, en la colección El sueño del dragón, CONACULTA y Editorial Corunda, México, D.F. 1993 (cuento infantil)

- Amarina y el viejo Pesadilla, U. de G. 1994 (cuento infantil)

- Herida luz, en la colección Toque de poesía, Hernández y Ramírez Editores, Guadalajara, Jalisco, 1995 (poesía)

- Amarina y el viejo Pesadilla y otros cuentos, en la colección Torre de papel, Editorial Norma, Bogotá, Colombia, 1996 (Cuentos infantiles)

- El oficio de amar, Editorial Pax-México, México D.F., primera edición: 1996; primera reimpresión: 1997 (prosa)

- Mujeres que besan y tiemblan, 1999 (Antología)

- Jugo de naranja, 2000 (Libro de prosa)

- El habitante, Editorial Cal y Arena, México, D.F. , 1997 (prosa poética); Jugo de Naranja, Trilce Ediciones, México, D.F. , 2000 (prosa poética)

- En un lugar geométrico, Ediciones Sin Nombre, México D.F., 2001 (poesía)

- Papalote, papelito, en la colección Giraluna, Ediciones SM, México, D.F., 2004 (poesía infantil)

- Marcador final, en la colección Luna de río, Universidad Michoacana de San Nicolás de Hidalgo, Morelia, Michoacán, 2002 (poesía)

- Obra negra, Editorial El Cálamo, Guadalajara, Jalisco, 2002 (poesía)

- El tiempo alguna vez, F.C.E. y U de G, México, D.F., 2004 (antología y poesía)

- Obra negra, Ediciones Arlequín, Guadalajara, Jal., 2006 (poesía y prosa)

- Saque de meta, 2006 (Libro colectivo)

- Jugo de Naranja, Trilce Ediciones, México, D.F., segunda edición 2008 (prosa poética)

- País de sombra y fuego, 2010 (Libro colectivo)

- Espiga antes del viento, Secretaría de Cultura de Jalisco, Guadalajara, Jalisco, 2011 (antología y poesía)

- La algarabía de la palabra escrita, Editorial Rayuela, Guadalajara, Jalisco, 2012 (prosa)